# جانورشناسی عمومی
جانورشناسی عمومی کتابی از طلعت حبیبی است که در سال ۱۳۴۷ منتشر و برندهٔ جایزه کتاب سال سلطنتی شد.